# Quartet de corda núm. 16 (Mozart)
El Quartet de corda núm. 16 en mi bemoll major, K. 428 (421b), és una composició de Wolfgang Amadeus Mozart acabada el 1783. És el tercer dels Quartets Haydn, una sèrie de sis quartets de corda que va escriure durant els seus primers anys a Viena i el dedicà al compositor i amic de Mozart, Joseph Haydn, considerat generalment com el "pare" del quartet de corda.

## Anàlisi musical
Consta de quatre moviments:
1. Allegro non troppo
2. Andante con moto
3. Menuetto i Trio
4. Allegro vivace

El primer moviment és molt cromàtic, amb el tema pont que presenta un tractament en l'exposició amb força cromatisme, sent un dels exemples d'aquest tipus de pràctica; també hi és present en el final de l'exposició.»
L'Andante con moto «invoca [... ] el moviment lent del Quartet de corda op. 20 núm. 1, de Joseph Haydn. Les ostentoses dissonàncies de l'inici tenen un gust d'antic, a causa de la col·lisió de semitons ascendents i descendents, i això suggereix en gran manera el subjecte inicial del primer moviment, allà tan sorprenentment aïllat». Altres experts consideren que està precedint la música d'un músic molt posterior: Johannes Brahms.
Al llarg del tercer moviment, Mozart «fa ús d'un pedal en el baix, conferint a la música un efecte rústic fascinant». I l'últim moviment, «es pot descriure perfectament com una forma rondó però abreujada».